# Norway Chess
Il Norway Chess, ufficialmente Altibox Norway Chess, è un torneo di scacchi che si svolge in Norvegia a cadenza annuale, tra maggio e giugno, dal 2013. Il torneo principale è formato da 6 partecipanti, tra i migliori del ranking mondiale, ed è considerato informalmente un supertorneo.
Si caratterizza per usare un sistema di punteggio diverso da quello tradizionale. Al torneo standard viene affiancato un torneo lampo inaugurale.
Sin dalla prima edizione l'evento è sponsorizzato dalla compagnia di telecomunicazioni Altibox. Magnus Carlsen detiene il record di vittorie del torneo.

## Storia

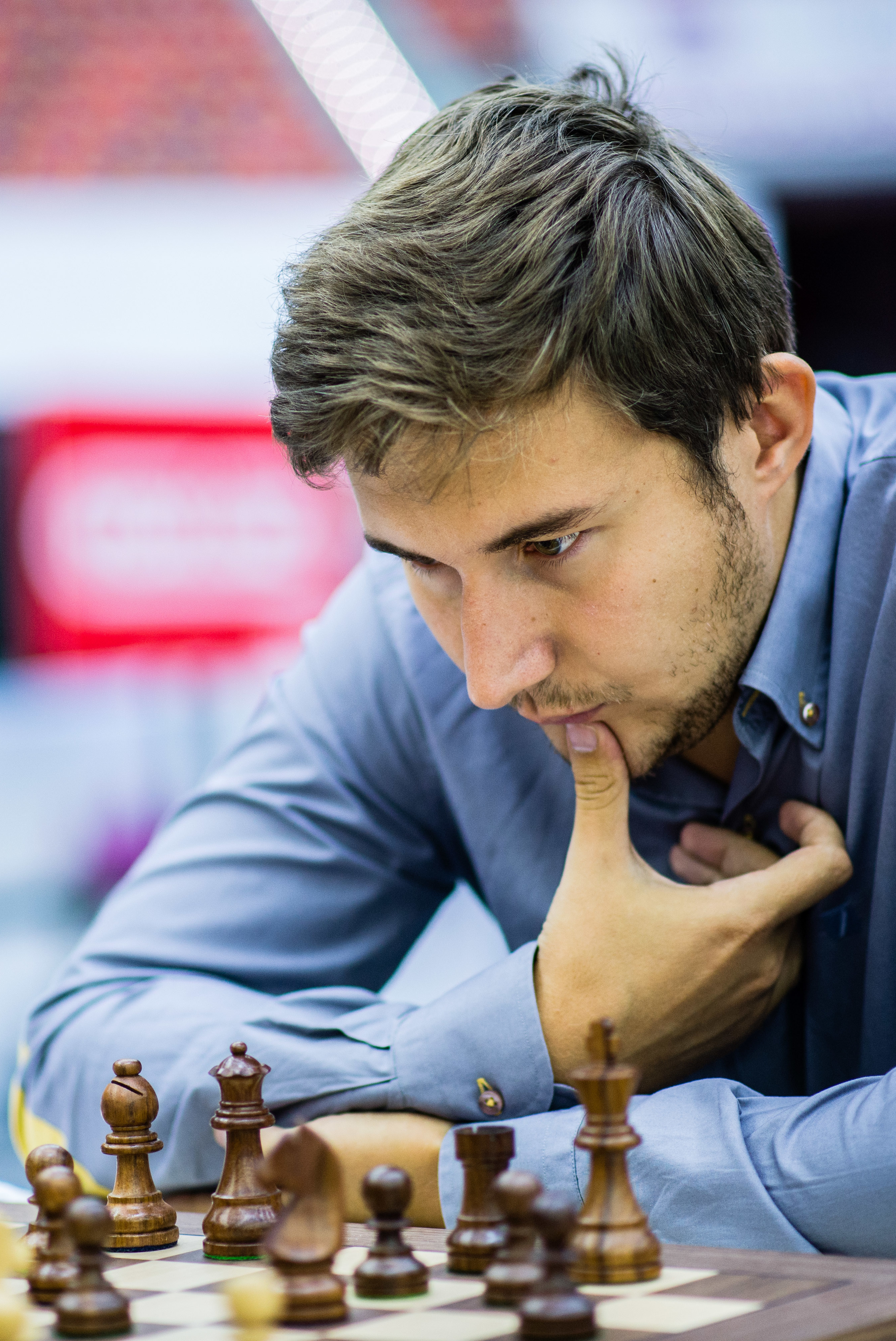
Il vincitore delle prime due edizioni Sergej Karjakin.

L'idea di organizzare un torneo di élite in Norvegia viene nel 2012 a Kjell Madland, con lo scopo di colmare una lacuna in quello che era il paese del Super GM e futuro Campione del Mondo Magnus Carlsen. La prima edizione viene organizzata l'anno successivo, venendo vinta da Sergej Karjakin, che distanzierà di mezzo punto lo stesso Magnus Carlsen e Hikaru Nakamura.
Nel 2015 entra a far parte del ciclo inaugurale del Grand Chess Tour, uscendone l'anno successivo.
L'edizione  2017 vede i 10 partecipanti l'intera top 10 della classifica mondiale, raggiungendo la media Elo di 2797 e la classificazione come torneo di categoria XXII, secondo soltanto all'edizione del 2014 della Sinquefield Cup.
Nel 2019 viene introdotta la formula dell'Armageddon, al 2025 ancora utilizzata. Questa edizione prevede 2 punti per la vittoria in partita standard, 1 punto se si vince l'eventuale Armageddon  dopo una patta, ½ punto se lo si perde. Le edizioni 2020 e 2021 vengono fortemente influenzate dalla Pandemia di COVID-19, con la riduzione dei partecipanti da dieci a sei e l'assenza del tradizionale torneo blitz. Tuttavia nel 2020 sarà anche il primo evento d'élite a svolgersi dopo la sospensione del gioco dal vivo, con alcune restrizioni sanitarie per i partecipanti. In questa edizione il sistema di punteggio cambierà ancora, passando rispettivamente a 3, 1½, 1 e 0 punti.
Mentre nel 2021 la nona edizione del torneo viene rinviata a settembre a causa dell'aumento dei casi di COVID-19 in Norvegia.
Nel 2024 il torneo viene diviso nella categoria assoluta e femminile, con sei partecipanti per parte e girone all'italiana andata e ritorno.

## Formula
Si gioca un girone all'italiana andata e ritorno di dieci turni. Viene adottato un sistema di punteggio diverso da quelli dei match e dei tornei tradizionali. In caso di patta nella partita regolare si gioca una partita Armageddon (10 minuti per il Bianco, 7 per il Nero con 3 secondi di abbuono a partire dalla 41ª mossa) che determina il vincitore. Vengono assegnati 3 punti per la vittoria nella partita regolare e 1,5 nell'Armageddon, mentre allo sconfitto nell'Armageddon ottiene 1 punto.
La cadenza di gioco è di 120 minuti per finire la partita e 10 secondi di abbuono a partire dalla 41ª mossa. L'Armageddon prevede come tempo di gioco 10 minuti per il bianco e 7 per il nero con 1 secondo di abbuono da mossa 41.

## Vincitori
| #  | Anno | Vincitore (Classical) | Vincitore (Blitz)          | Vincitore (Femminile) |
| -- | ---- | --------------------- | -------------------------- | --------------------- |
| 1  | 2013 | Sergej Karjakin       | Sergej Karjakin            |                       |
| 2  | 2014 | Sergej Karjakin       | Magnus Carlsen             |                       |
| 3  | 2015 | Veselin Topalov       | Maxime Vachier-Lagrave[13] |                       |
| 4  | 2016 | Magnus Carlsen        | Magnus Carlsen             |                       |
| 5  | 2017 | Lewon Aronyan         | Magnus Carlsen             |                       |
| 6  | 2018 | Fabiano Caruana       | Wesley So                  |                       |
| 7  | 2019 | Magnus Carlsen        | Maxime Vachier-Lagrave     |                       |
| 8  | 2020 | Magnus Carlsen        | non disputato              |                       |
| 9  | 2021 | Magnus Carlsen        | non disputato              |                       |
| 10 | 2022 | Magnus Carlsen        | Wesley So                  |                       |
| 11 | 2023 | Hikaru Nakamura       | Nodirbek Abdusattorov      |                       |
| 12 | 2024 | Magnus Carlsen        | non disputato              | Ju Wenjun             |
| 13 | 2025 | Magnus Carlsen        | non disputato              | Anna Muzychuk         |